# A buddhizmus és a szexualitás
A buddhizmus szexualitással kapcsolatos nézetei nem képeznek homogén egészet, ugyanis a különböző buddhista irányzatok időbeni, földrajzi, kulturális és társadalmi különbözőségeik miatt egymástól eltérő módon értelmezik a helytelen szexuális magaviseletet. A történelmi Buddha legelső tanításai szerint a szenvedés (dukkha) oka a sóvárgás (tanhá). A sóvárgás történhet a létezés, a nem-létezés és az érzéki örömök iránt (káma). A sorban az utolsó (az öt akadály közül az egyik) Buddha szerint megakadályozza a dhjána elérését. A Szutta-pitaka számos részében hasonlítja Buddha a szexuális örömöket a nyilakhoz. A Szutta-nipátában található Káma-szuttában Buddha elmagyarázza, hogy a szexuális öröm utáni sóvárgás a szenvedés egyik forrása.
|  | „Amikor az, aki szexuális örömökre vágyik, beteljesíti vágyát, a szíve valóban elbájolódik. A halandó megkapja, amit akar. De amint ennek a – vágyakozó, epekedő – személynek az örömei lecsillapodnak, összetörik, mintha meglőtték volna egy nyíllal.” |
|  | – Káma-szutta, Szutta-nipáta 1.4 |

Majd Buddha így folytatja:
|  | „Szóval az, aki mindig tudatos, az kerüli a szexuális vágyakat. Elengedve azokat, átkel az áradáson, mint az, aki, a csónakból kilapátolva a vizet, elérte a túlpartot.” |
|  | |

Az áradás az emberi szenvedés áradatára vonatkozik. A túlpart a nirvána, amely egy szexuális vágytól mentes állapot.
A Káma-szutta azt jelenti, hogy a szexuális vágy, más szokásokon alapuló érzéki örömhöz hasonlóan, szenvedés forrása. A világi emberek számára Buddha azt tanácsolta, hogy legalább kerüljék a helytelen szexuális viselkedést, amely az általánosan elfogadott szexuális szokások és viselkedés követését jelenti. Buddha a közvetlen tanítványainak (bhikkhuk és bhikkhunik) teljes szexuális önmegtartóztatást (lásd még: brahmacsarja) javasolt.

## A cölibátus és az egyház
Bizonyos japán és tibeti buddhista iskolát leszámítva, a legtöbb buddhista szerzetes (bhikkhu) és apáca (bhikkhuni) cölibátusi fogadalmat tesz.
A szex az egyházi szabályok súlyos megszegését jelenti. A théraváda buddhizmusban négy fő szabályszegés létezik, amely az egyházi szanghából való kizárást von maga után: szex, lopás, gyilkosság, kérkedés nem létező emberfeletti képességekkel. A szerzetesek és apácák számára az önkielégítés is helytelen szexuális magaviseletnek minősül. A szerzetesség számára a szextól való teljes önmegtartóztatás szükséges a megvilágosodás eléréséhez. Buddha a következő kritikával élt, amikor egy szerzetes megtörte a cölibátusi fogadalmát, mielőtt kilépett volna a szerzetesek közösségéből:
|  | „Dicstelen ember, illetlen, helytelen, nem megfelelő, nem méltó egy szerzetes számára; téves és kerülendő... A tanítás, amit többféle módon adtam neked az örömök ellen, nem pedig érdekében; a bilincs levetésére, nem pedig megbéklyózásra; a ragaszkodástól való szabadulásért és nem pedig a ragaszkodásért volt tán? Mégis, miközben az örömök elhagyását tanítottam, te mégis meggyújtottad a szenvedély lángját; míg a bilincs levetését tanítottam, te béklyóba hajtottad a fejed, míg a ragaszkodás elhagyását tanítottam, te mégis meggyújtottad a ragaszkodás lángját. Dicstelen ember, a tanítás, amit többféle módon adtam neked az nem a szenvedély lecsitítására, a mámor kijózanítására, a szomjúság lecsillapítására, a ragaszkodás lerombolására, a sóvárgás megszüntetésére, szenvtelenségre, abbahagyásra, elengedésre tanított? Nem amellett érveltem többféleképpen, hogy el kell hagyni az érzéki örömöket, meg kell érteni az érzékszervi észleléseket, le kell győzni az érzéki szomjat, el kell pusztítani az érzéki gondolatokat, és le kell nyugtatni az érzéki lázkitöréseket? Dicstelen ember, jobb volna, ha a péniszedet egy mérges kígyóba tuszkolnád, mint egy nő vaginájába. Jobb volna, ha a péniszedet egy fekete vipera szájába tuszkolnád, mint egy nő vaginájába. Jobb volna, ha a péniszedet izzó és lángoló parázsba tuszkolnád, mint egy nő vaginájába. Miért mondom ezt? Azért mert úgy halálnak lennél kitéve vagy halálszerű szenvedésnek, de halál után legalább nem zuhannál a pokolba..." Dicstelen ember, ez nem inspirálja sem a hívőt, sem a hitetlen a hitre. Inkább csak a hitetlen hitnélküliségét növeli és megremegtet néhány hívőt.” |
|  | |

## Világi buddhizmus
A legáltalánosabb buddhista etika megfogalmazása az öt fogadalom és a nemes nyolcrétű ösvény, amely azt mondja, hogy nem ajánlatos ragaszkodni az érzéki örömökhöz, sem sóvárogni értük. Ezek a fogadalmak önként vállalt, személyes vállalások, amelyek nem egy isteni parancsra történnek. A harmadik fogadalom a helytelen szexuális magaviselettől való tartózkodást tartalmazza.
A paráználkodás és a házasságon kívüli szex a brahmacsarja eskü megszegését jelenti.

A théraváda hagyományokban közvetlenül Gautama Buddhának is tulajdonítanak néhány kijelentést a helytelen szexuális magaviselet természetére vonatkozóan. Naranda Mahathera, Srí Lanka-i théraváda buddhista tudós Minden ember etikája (Everyman's Ethics) című művében, amelyben négy különleges szuttát gyűjtött össze és fordított le, a házasságtörés négy bűn egyikének számít, amelyet a bölcs sosem dicsér. Az Anguttara-nikájában Kunda ezüstkovácsnak adott tanításban a helytelen magaviselet a következőképpen szerepel: 
„...aki olyannal közösül, aki apa, anya, fiú- vagy lánytestvér, vagy ezek vallási közösségének oltalma alatt áll, vagy olyannal aki másnak ígérte már magát vagy el van jegyezve”.
 Ez és a páli kánon más tanításai is fontos és alapvető tanítások a théraváda buddhisták számára.

## Szexuális jóga
Egyes tibeti szerző szerint a szexuális jóga fizikális gyakorlatára van szükség a legmagasabb szinten a buddhaság eléréséhez. A szexuális jóga szigorú keretek között történik és csak hosszú évekig tartó gyakorlás után engedélyezett. Ennek a jógának a fizikális gyakorlása mindig is rendkívül ritkának számított a történelem során. A tibetiek nagy hányada szerint a tantrikus szövegek helyes gyakorlata csak metaforikus, nem fizikális, és csak szertartásokkor vagy meditatív vizualizáció során alkalmazható. A tibeti buddhizmus egyik legdominánsabb iskolája, a gelugpa szerint a szexuális jóga fizikális alkalmazása az egyetlen módja az egy életen belül történő buddhaság elérésének. A hagyomány szerint az iskolalapító Congkapa nem alkalmazta ezt a gyakorlatot, halála pillanatában viszont elérte a teljes megvilágosodást. Tehát a gelug iskola szerint ez a lehető legmagasabb elérhető szint a szexuális jóga alkalmazása nélkül. Az iskola azt is tanítja, hogy ez a gyakorlat kizárólag a legkiválóbb gyakorlók számára megfelelő, akik közvetlenül megvalósították az ürességet és kivételesen együttérzést fejlesztettek ki. A második legnagyobb tibeti buddhista iskola, a nyingmapa szerint ez a fajta jóga nem szükséges a teljes buddhaság egy életen belüli eléréséhez. A gelug iskolához tartozó 14. dalai láma szerint a gyakorlatot csak vizualizációra szabad használni.

## Homoszexualitás
A különböző irányzatokhoz tartozó buddhisták egymástól igen eltérően vélekedhetnek a homoszexualitásról. A buddhizmus alapvető tanítása, hogy az érzékszervi örömök és a vágy általánosságban, főleg a szexuális öröm, mind a megvilágosodást hátráltatják, és sokkal alacsonyabb rendű örömnek számítanak (pl.: a páli píti szó, amelynek jelentése „elragadtatás”), mint a dhjána gyakorlata során fellépő örömök.
Vannak olyan buddhista szövegek, amelyek szerint kerülendő az azonos neműekkel folytatott szexuális aktus.
Egyes buddhista vezetők, mint például a 14. dalai láma és Hszüan Hua csan mester néhány ízben a homoszexualitás ellen emelték fel hangjukat. Jóllehet a dalai láma a helytelen szexuális magaviseletet az ókori indiai szövegek, és azok indo-tibeti szövegmagyarázatai (pl. Congkapa) alapján magyarázta. A dalai láma azt is elmondta, hogy “ezeket a szövegeket fontos az idő, a kultúra és a társadalom kontextusában értelmezni... Ha a homoszexualitás az elfogadott normák részét képezi [manapság], lehetséges, hogy elfogadható... Azonban, semmilyen személy vagy tanító nem fogalmazhatja újra a fogadalmakat. Nekem nem áll hatalmamban újraértelmezni ezeket a fogadalmakat, ugyanis senki nem tehet egyoldalú döntést, és nem adhat ki új rendeletet... Az ilyen újrafogalmazást csak a szangha megbeszéléseinek eredménye lehet a buddhizmus különböző hagyományain belül. A buddhizmus történetében nem példa nélküli egy [erkölcsi] ügy újratárgyalása, azonban ezt kollektívan lehet csak tenni.”; a dalai láma további kutatásra és párbeszédre szólított fel ebben a témában, végezetül elmondta, hogy bárhogyan is szóljon a helytelen szexuális magaviselet definíciója, az sohasem szolgálhat indokként a szexuális kisebbségek diszkriminációjára."
Más fontos buddhista vezetők eltérő állásponton vannak. A bhutáni Dzongszar Khjence rinpocse szerint a szexuális orientációnak nincs köze a buddhisták szexualitás vonatkozású szabályaihoz. Szerinte a homofóbia a társadalom szüleménye.
A szerzetesek és apácák számára más a helyzet. Őket a vinaja (szerzetesek magaviseleti szabályzata) tiltja minden szexuális cselekedettől, azonban ez tisztán pszichológiai értelemben értendő, és a közösülés különféle formái között nem tesz különbséget.